# Кирана Солунска
Света Кирана (грч. Αγια Κυραννα; 1731, Висока – 28. фебруар 1751, Солун) је православна светитељка, новомученица.
Пореклом из села Висока у близини Солуна. Страдала је од Турака Османлија мученичком смрћу. Литургијски се помиње 28. фебруара (13. марта).

## Житије
Кирана је била пореклом из места Висока (Оса), у области Солуна, и била је позната по својој побожности и лепоти.
Османски јањичар, полицијски надзорник и порезник, једног дана се лудо заљубио у њу и покушао да је освоји. Пошто је остала чврта у одбијању његовим наговорима, он ју је насилно извео пред судију у Солуну где је уз учешће два лажна сведока тврдио да је прихватила његову понуду за брак и да је раније обећала да ће прећи на ислам, а да се потом повукла. Кирана је одговорила на оптужбе рекавши: „Ја сам хришћанка и немам другог мужа осим Христа, коме нудим невиност као мираз. Он је кога волим и спреман сам да пролијем своју крв за Њега!"
Затим је затворена и јаничар је добио дозволу од солунског бега да је одведе у затвор кад год пожели. Неколико пута је ишао тамо са другим јањичарима да је туку и муче. Када су отишли, тамничар ју је обесио под пазухе и тукао шипкама, упркос узвицима и протестима осталих затвореника у ћелији. После седам дана мучења, тамничар ју је напао у налету беса и на крају је убио.
Око 4 или 5 ујутру над жениним остацима појавила се натприродна светлост и по затвору се ширио чудесан мирис. Затвореници хришћани који су били у ћелији почели су да се моле. Тамничар је дрхтао од страха од ове појаве, а потом су Османлије дозволиле хришћанима да узму њено тело и сахране га.
Касније су се губили сви трагови његовог гробља, а у писаним документима се само помиње да се налази ван Солуна. Године 2011. неки од њених остатака пронађени су испод подних плоча у цркви у Оси.